# Diamond Dogs
Diamond Dogs naziv je konceptualnog albuma britanskog rock-glazbenika Davida Bowieja, originalno izdan od kompanije RCA Records 1974. godine. Tema albuma bila je svojevrsni hibrid distopijskog romana Tisuću devetsto osamdeset četvrte Georgea Orwella i Bowiejeve vlastite glam-vizije postapokaliptičke budućnosti. Bowie je izvorno nastojao postaviti kazališnu adaptaciju Orwellova djela te počeo pisati glazbu za nju nakon rada na albumu Pin Ups iz 1973. godine. Zaklada preminulog autora mu je međutim odbila predati autorska prava. Umjesto toga su se pjesme našle na drugoj polovici albuma Diamond Dogs.

## Popis pjesama
Sve pjesme je napisao David Bowie osim ako je drukčije navedeno.
strana A
1. "Future Legend" – 1:05
2. "Diamond Dogs" – 5:56
3. "Sweet Thing" – 3:39
4. "Candidate" – 2:40
5. "Sweet Thing (ponovo)" – 2:31
6. "Rebel Rebel" – 4:30

strana B
1. "Rock 'n' Roll with Me" (tekst Bowie, muzika Bowie, Warren Peace) – 4:00
2. "We Are the Dead" – 4:58
3. "1984" – 3:27
4. "Big Brother" – 3:21
5. "Chant of the Ever Circling Skeletal Family" – 2:00

bonus pjesme (1990 Rykodisc/EMI)
1. "Dodo" (snimljena 1973., nije se našla na originalnoj inačici) – 2:53
2. "Candidate" (demo-verzija, snimljena 1973., nije se našla na originalnoj inačici) – 5:09

## Vanjske poveznice
- Diamond Dogs na Discogs.com
- Teenage Wildlife